# Welternährungsrat
Der Welternährungsrat (engl. World Food Council, WFC) war eine Organisation der UNO.
Er wurde auf Empfehlung der Welternährungskonferenz in Rom 1974 gegründet. Er war das oberste Leit- und Koordinierungsgremium der verschiedenen UN-Organisationen zur Lösung des Welternährungsproblems in Afrika. 1996 wurde beschlossen, den Welternährungsrat aufzulösen.
Seine Aufgaben wurden von dem Welternährungsausschuss der Vereinten Nationen, einem von der Ernährungs- und Landwirtschaftsorganisation (FAO), dem Welternährungsprogramm (WFP) und dem Internationalen Fonds für landwirtschaftliche Entwicklung (IFAD) getragenen Nebenorgan der Vereinten Nationen, übernommen.